# Campeonato Carioca de Showbol
O Campeonato Carioca de Showbol é uma competição da modalidade showbol que reúne equipes tradicionais do futebol de campo brasileiro com equipes adaptadas a esta prática. Geralmente com jogadores aposentados do futebol de campo e que obtiveram algum sucesso na equipe principal desses clubes. O primeiro campeão foi o Flamengo.
O torneio é organizado pelo Showbol Brasil. O maior campeão é o Flamengo com 3 títulos.

## Títulos

### Por equipes
| Clube         | Títulos               | Vices                 | Terceiro lugar  | Quarto lugar    |
| ------------- | --------------------- | --------------------- | --------------- | --------------- |
| Flamengo      | 3 (2010, 2011 e 2012) | 0                     | 1 (2013)        | 0               |
| Vasco da Gama | 2 (2013 e 2014)       | 0                     | 2 (2010 e 2012) | 1 (2011)        |
| America       | 0                     | 3 (2010, 2011 e 2012) | 0               | 1 (2013)        |
| Botafogo      | 0                     | 1 (2013)              | 0               | 2 (2010 e 2014) |
| Itaboraí      | 0                     | 1 (2014)              | 0               | 0               |
| Fluminense    | 0                     | 0                     | 2 (2011 e 2014) | 1 (2012)        |

### Por cidade
| Estado         | Títulos | Vices | Terceiro lugar | Quarto lugar |
| -------------- | ------- | ----- | -------------- | ------------ |
| Rio de Janeiro | 5       | 4     | 5              | 5            |
| Itaboraí       | 0       | 1     | 0              | 0            |

## Artilheiros
| Ano  | Artilheiro | Clube         | Gols |
| ---- | ---------- | ------------- | ---- |
| 2010 | Romário    | América       | 16   |
| 2011 |            |               |      |
| 2012 |            |               |      |
| 2013 | Pedrinho   | Vasco da Gama | 24   |
| 2014 |            |               |      |

## Ligações Externas
- Site oficial do showbol